# Enzo Maiorca
Enzo Maiorca (auch Majorca; * 21. Juni 1931 in Syrakus; † 13. November 2016 ebenda) war ein italienischer Apnoetaucher und mehrmaliger Weltrekordler.

## Leben

### Weltrekorde im Apnoetauchen
Maiorca lernte bereits mit vier Jahren Schwimmen und gehörte als Jugendlicher und junger Mann zu den Speerfischern, die an den italienischen Küsten Geld verdienten, indem sie für Restaurants Fische harpunierten. Mit zunehmender Erfahrung als Freitaucher entwickelte er den Ehrgeiz, in immer größere Tiefen vorzudringen und wurde dadurch in den 1960er- und 1970er-Jahren zu einem Pionier des Apnoe-Tauchens.
Bis 1974 stellte er 17 Weltrekorde in der No-Limit-Disziplin auf. Im September 1960 tauchte er erstmals in eine Tiefe von 45 Metern. In ständiger Konkurrenz mit dem Franzosen Jacques Mayol erreichte er 1974 die Tiefe von 87 Metern, 1987 kam er auf 94 Meter. 1988 tauchte er bei dem Versuch, Jacques Mayols Rekord von 105 Metern zu brechen, 101 Meter tief.

### Abkehr vom Speerfischen
Seit 1967 distanzierte Maiorca sich vom Speerfischen und damit auch von seinen eigenen Anfängen als Taucher. Über die Gründe berichtete er später in einem Interview: "Es geschah ganz plötzlich. Ich tauchte in einer Untiefe unweit des Kaps, das ins offene Meer ragt und die Bucht von Syrakus im Süden abschließt. An diesem Morgen harpunierte ich zufällig einen Zackenbarsch. Einen starken, kämpferischen Zackenbarsch. Auf dem Meeresgrund entbrannte ein gigantischer Kampf zwischen dem Zackenbarsch, der sein Leben retten wollte, und mir, der ich ihm das Leben nehmen wollte. Der Zackenbarsch steckte in einem Hohlraum zwischen zwei Wänden fest; um seine Lage zu erkennen, fuhr ich mit der rechten Hand an seinem Bauch entlang. Sein Herz schlug fürchterlich, wie verrückt vor Angst. Und mit dem Pulsieren des Blutes wurde mir klar, dass ich ein Lebewesen tötete. Seitdem liegt meine Speerflinte wie ein Wrack, ein staubiger archäologischer Fund im Keller meines Hauses." Fortan verstand Maiorca sich als Vegetarier.

### Der FilmIm Rausch der Tiefe
Maiorcas Rivalität mit Jacques Mayol lieferte die Inspiration für den Film Im Rausch der Tiefe des Regisseurs Luc Besson, der 1988 in die Kinos kam. Der Film machte Maiorca schlagartig berühmt. Gleichwohl empfand er die Figur des "Enzo" in diesem Film als groteske Karikatur seiner selbst und sorgte mit juristischen Mitteln dafür, dass dieser Film bis 2002 in Italien nicht gezeigt werden durfte.

### Weitere Aktivitäten
Seit 1977 war Enzo Maiorca Mitglied der italienischen Freimaurerloge Archimede di Siracusa.
1994 wurde Maiorca auf der Liste der Partei Movimento Sociale Italiano, die sich 1995 in Alleanza Nazionale umbenannte, für zwei Jahre als Abgeordneter in den italienischen Senat gewählt.

### Maiorcas Rekorde in der Kategorie Variables Gewicht
| Datum          | Tiefe     |
| -------------- | --------- |
| September 1960 | 45 Meter  |
| November 1960  | 49 Meter  |
| August 1962    | 51 Meter  |
| August 1964    | 53 Meter  |
| August 1965    | 54 Meter  |
| November 1966  | 62 Meter  |
| September 1967 | 64 Meter  |
| August 1968    | 69 Meter  |
| August 1969    | 72 Meter  |
| August 1970    | 74 Meter  |
| August 1971    | 77 Meter  |
| August 1972    | 78 Meter  |
| August 1973    | 80 Meter  |
| September 1974 | 87 Meter  |
| 1986           | 91 Meter  |
| 1987           | 94 Meter  |
| 1988           | 101 Meter |